# CERS Cup 1981/82
Der CERS Cup 1981/82 war die zweite Auflage des europäischen Wettbewerbes für Rollhockey der Vereinsmannschaften. Sieger wurde der spanischen Vertreter HC Liceo La Coruna, der im Finale den italienischen Vertreter Roller Monza besiegte. Der deutsche Vertreter RSG Ober-Ramstadt hatten gegen den späteren Sieger des Wettbewerbes im Viertelfinale keine Chance aufs Weiterkommen und verlor beide Spiele deutlich.

## Ergebnisse
| Mannschaft 1         | Mannschaft 2        | Spiel 1 | Spiel 2 |
| -------------------- | ------------------- | ------- | ------- |
| 1. Runde             |                     |         |         |
| Roller Monza         | Belenenes Lissabon  | 7:1     | 5:9     |
| Hockey Den Haag      | HC Liceo La Coruna  | 4:4     | 1:6     |
| Hockey Fresnoy       | Nantes ARH          | 2:1     | 5:7     |
| Hockey Reggio Emilia | Reus Deportiu       | 7:6     | 4:9     |
| Viertelfinale        |                     |         |         |
| CP Valongo           | Nantes ARH          | 7:0     | 7:5     |
| Roller Monza         | SC Thunerstern Thun | 11:3    | 6:1     |
| GD Sesimbra          | Reus Deportiu       | 4:4     | 2:10    |
| HC Liceo La Coruna   | RSG Ober-Ramstadt   | 9:4     | 9:3     |
| Halbfinale           |                     |         |         |
| HC Liceo La Coruna   | Reus Deportiu       | 9:0     | 5:2     |
| CP Valongo           | Roller Monza        | 3:5     | 3:6     |
| FINALE               |                     |         |         |
| HC Liceo La Coruna   | Roller Monza        | 12:4    | 6:8     |

## Tabelle
| Platz | Verein              | Spiele | Siege | Remis | Verloren | Tore  | + / - | Punkte |
| ----- | ------------------- | ------ | ----- | ----- | -------- | ----- | ----- | ------ |
| 1.    | HC Liceo La Coruna  | 8      | 6     | 1     | 1        | 60:26 | (+34) | 13:3   |
| 2.    | Roller Monza        | 8      | 6     | 0     | 2        | 52:38 | (+14) | 12:4   |
| 3.    | Reus Deportiu       | 6      | 2     | 1     | 3        | 31:31 | 0     | 5:7    |
| 4.    | CP Valongo          | 4      | 2     | 0     | 2        | 20:16 | ( +4) | 4:4    |
| 5.    | Fresnoy Hockey      | 2      | 1     | 0     | 1        | 7:8   | ( -1) | 2:2    |
| 6.    | Belenenses Lissabon | 2      | 1     | 0     | 1        | 10:12 | ( -2) | 2:2    |
| 7.    | Hockey Regio Emilia | 2      | 1     | 0     | 1        | 11:15 | ( -4) | 2:2    |
| 8.    | Nantes ARH          | 4      | 1     | 0     | 3        | 13:21 | ( -8) | 2:6    |
| 9.    | Hockey Den Haag     | 2      | 0     | 1     | 1        | 5:10  | ( -5) | 1:3    |
| 10.   | GD Sesimbra         | 2      | 0     | 1     | 1        | 6:14  | ( -8) | 1:3    |
| 11.   | RSG Ober-Ramstadt   | 2      | 0     | 0     | 2        | 7:18  | (-11) | 0:4    |
| 12.   | SC Thunerstern Thun | 2      | 0     | 0     | 2        | 4:17  | (-13) | 0:4    |